# Kickers Offenbach
OFC Kickers Offenbach, även Offenbacher Kickers och OFC, tysk fotbollsklubb i Offenbach am Main
Kickers Offenbach är en fotbollsklubb med stor kultstatus. En första storhetstid kom under 1950-talet då Offenbach två gånger blev tyska vice-mästare. Under 1960- och 1970-talet åkte laget mellan Bundesliga och 2. Bundesliga. Den största framgången kom 1970 då man tog sin hittills enda titel då man vann tyska cupen. I finalen besegrade man storlaget 1. FC Köln.
I mitten av 1970-talet hade man landslagsspelare som Erwin Kostedde och Manfred Ritschel som dock inte fick spela särskilt många landskamper. Därtill har flera landslagsspelare varit i Offenbach i början av sina karriärer, bland annat Uwe Bein och Rudi Völler.
Klubben kunde inte hänga kvar utan åkte senare ner för att göra en ny kort sejour på 1980-talet.
Idag pendlar Offenbach mellan 2. Bundesliga och Regionalliga.
Den stora rivalen är Eintracht Frankfurt.

## Kända spelare
- Rudi Völler
- Siegfried Held
- Erwin Kostedde
- Manfred Ritschel